# 波洛羅斯
波洛羅斯（西班牙語：Polorós），是薩爾瓦多的城鎮，位於該國東部，由拉烏尼翁省負責管轄，面積126.6平方公里，海拔高度404米，2007年人口9,701，人口密度每平方公里76.63人。
13°35′4″N 87°50′28″W / 13.58444°N 87.84111°W